# Naturalistische preekstoel

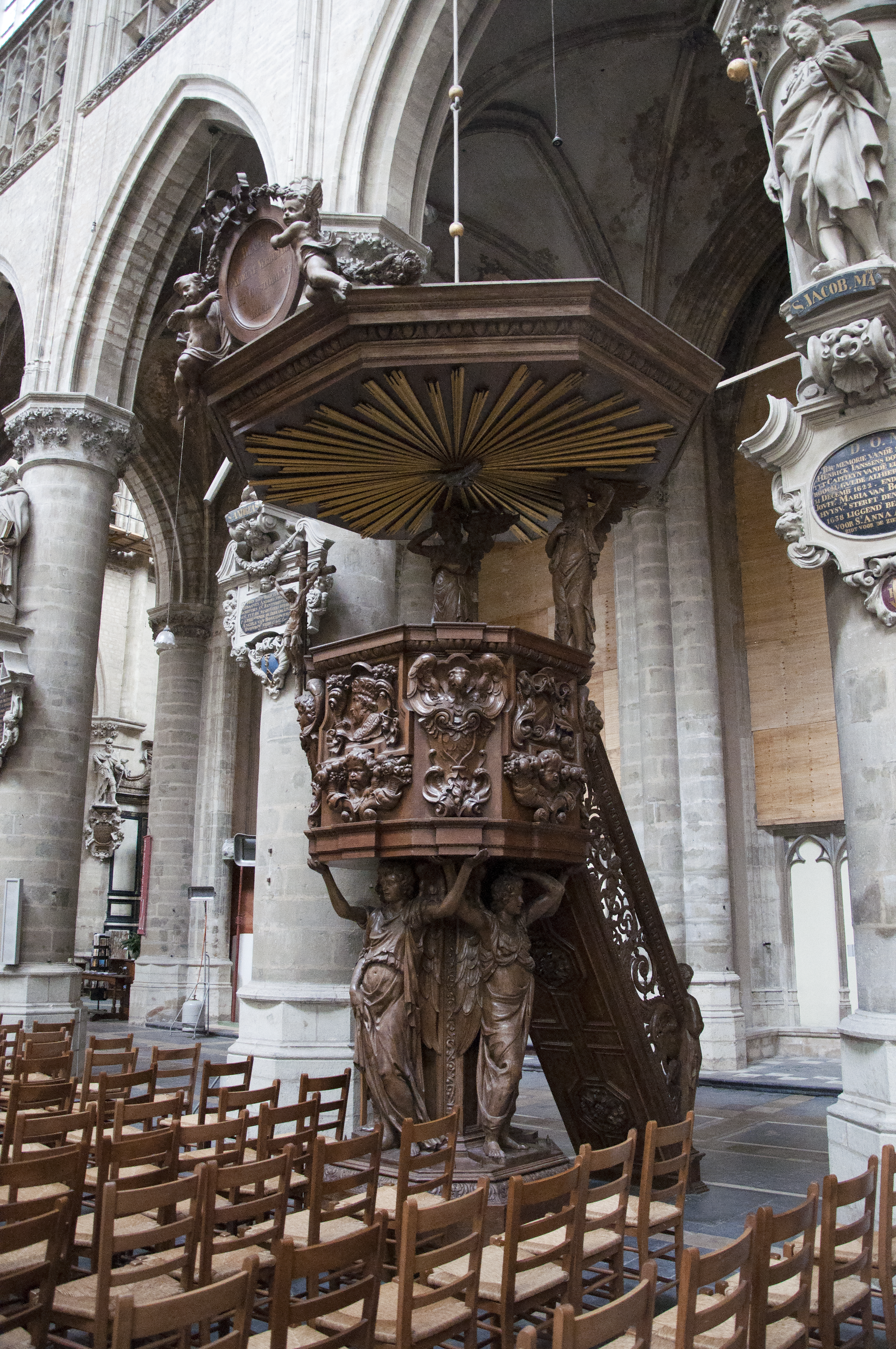
Lier bezit een van de vroegste naturalistische preekstoelen (Pieter Verbruggen, 1640-42).

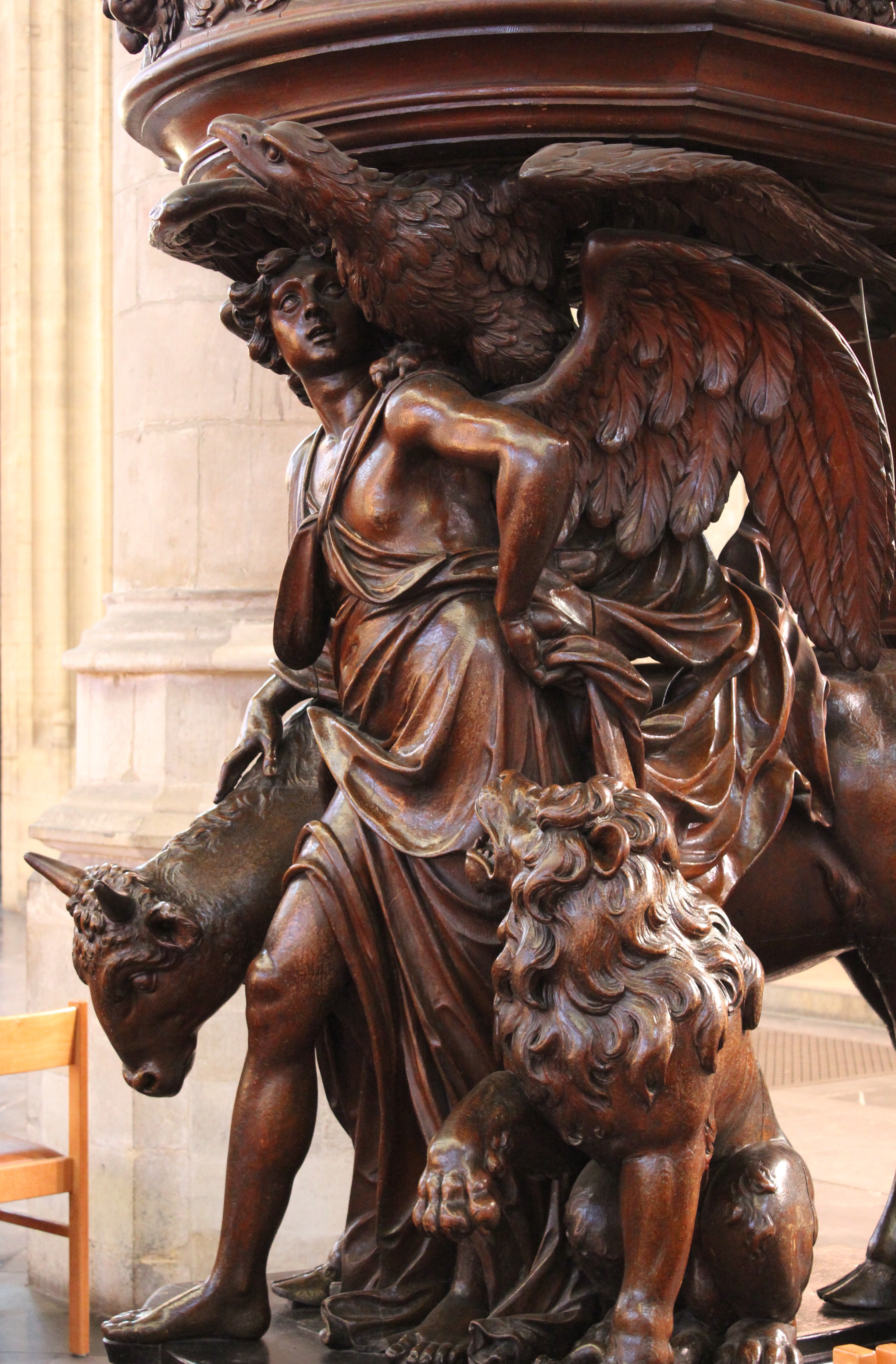
In de Zavelkerk steunt de kansel volledig op de vier evangelisten: os, leeuw, arend, engel (Marc de Vos, 1697).

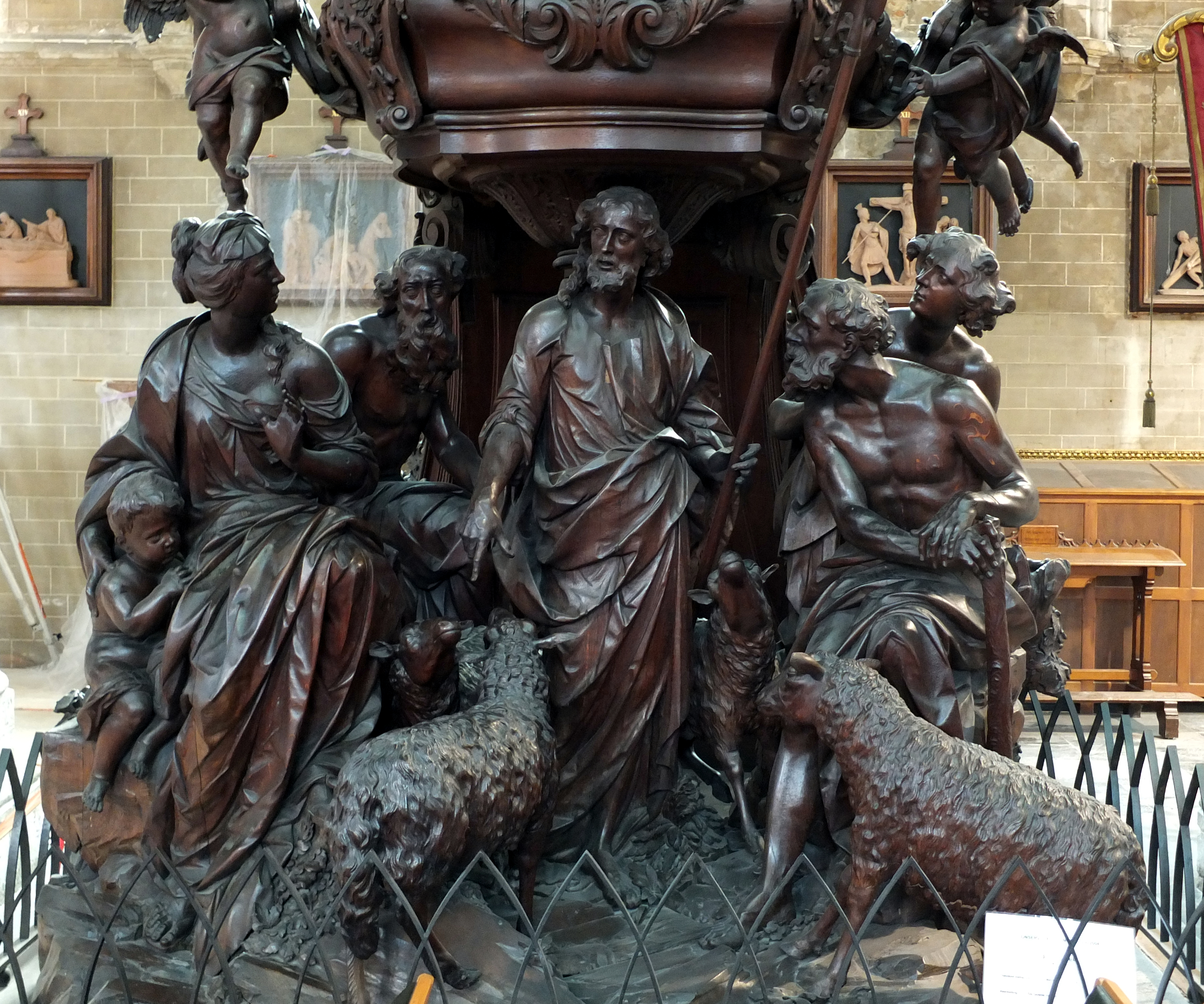
Onder de kansel van de Mechelse Sint Jans preekt Jezus als een goede herder (Theodoor Verhaegen, 1736-41)

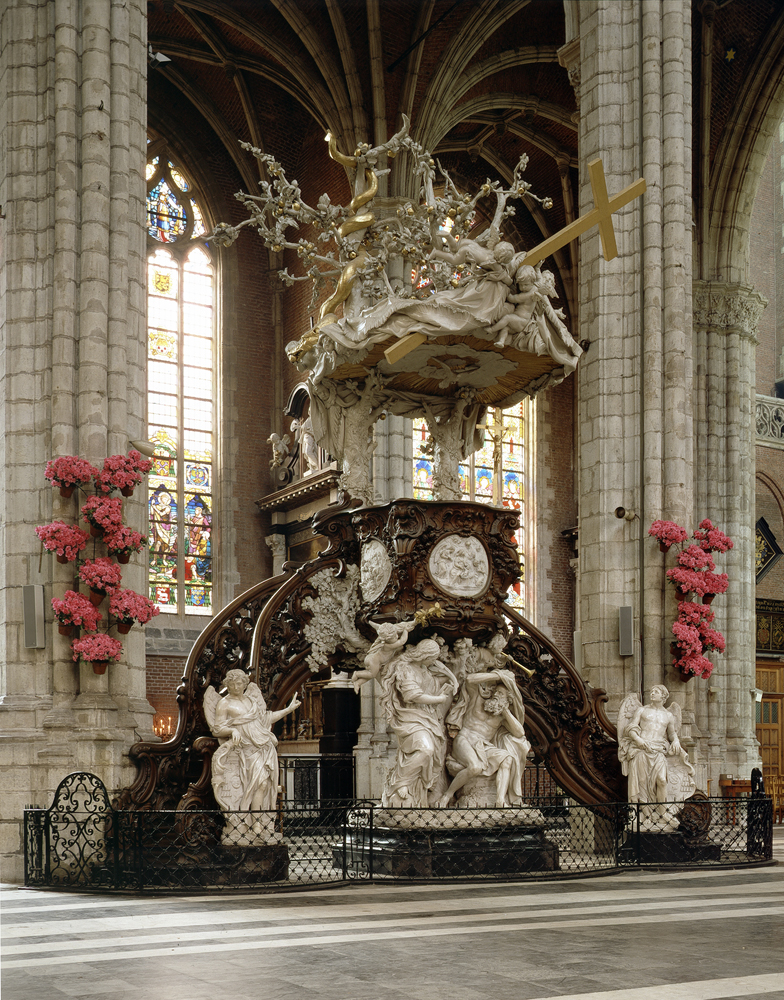
De preekstoel van de Gentse Sint-Baafskathedraal, een uitzonderlijke combinatie van hout en marmer, is al rococo (Laurent Delvaux, 1741-1745)

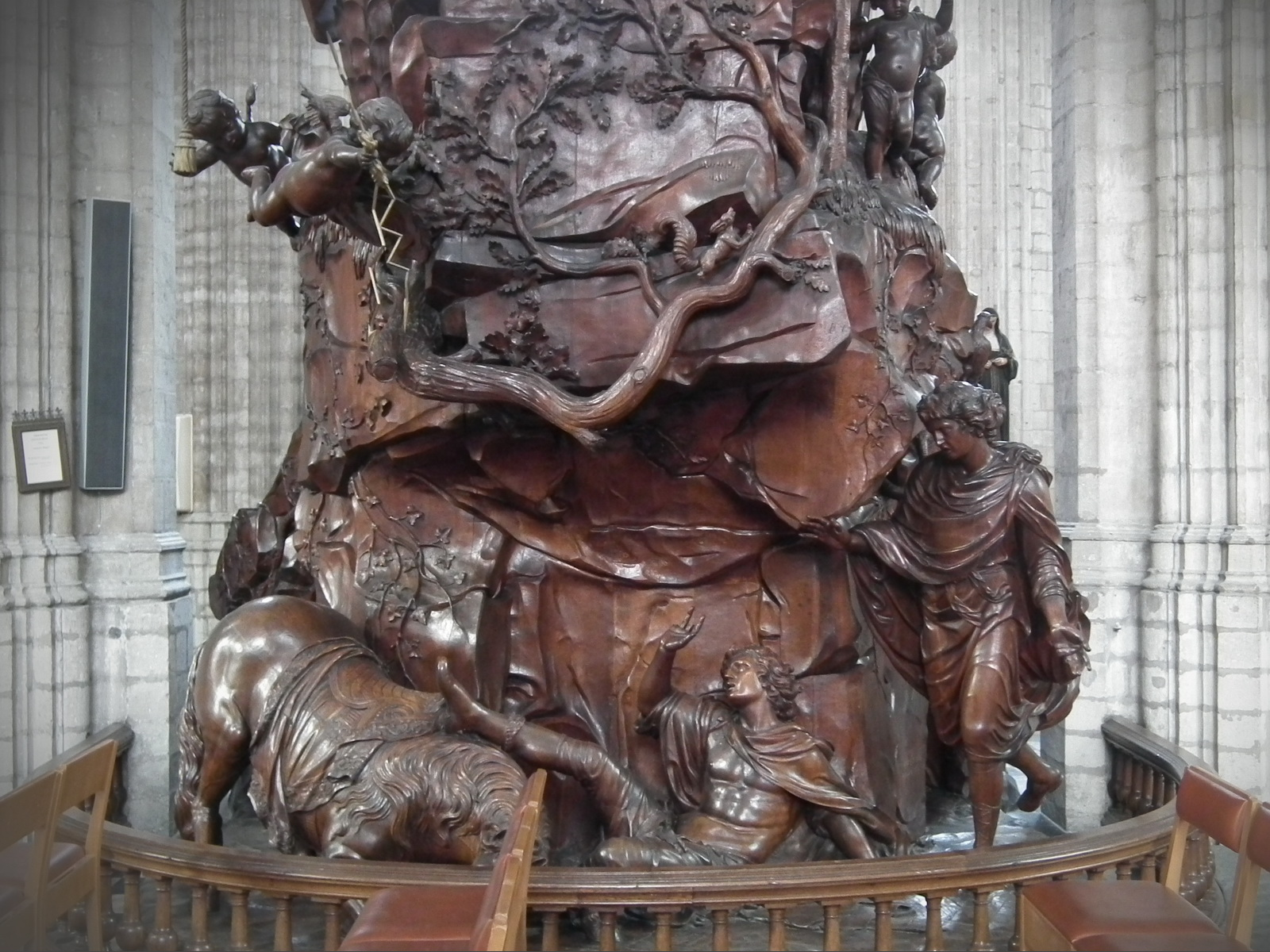
Aan de voet van de preekstoel in de Sint-Pieterskerk (Leuven) is Norbertus van zijn paard gestort. Een eekhoorntje vlucht verschrikt in de bomen. (Jacques Bergé, 1742)

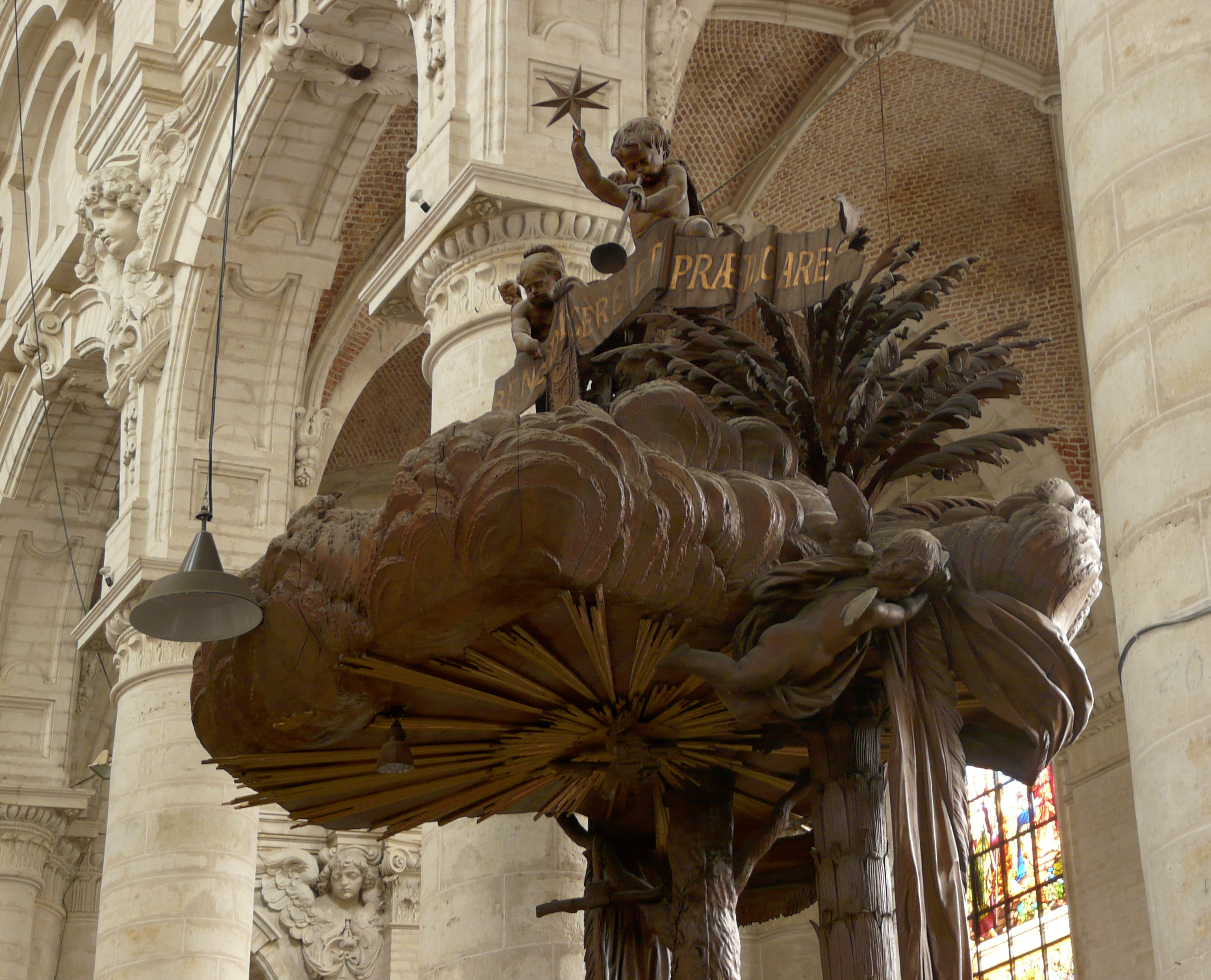
In de Begijnhofkerk van Brussel reiken de palmbomen tot in de hemel (Lambert-Jozef Parant, 1757).

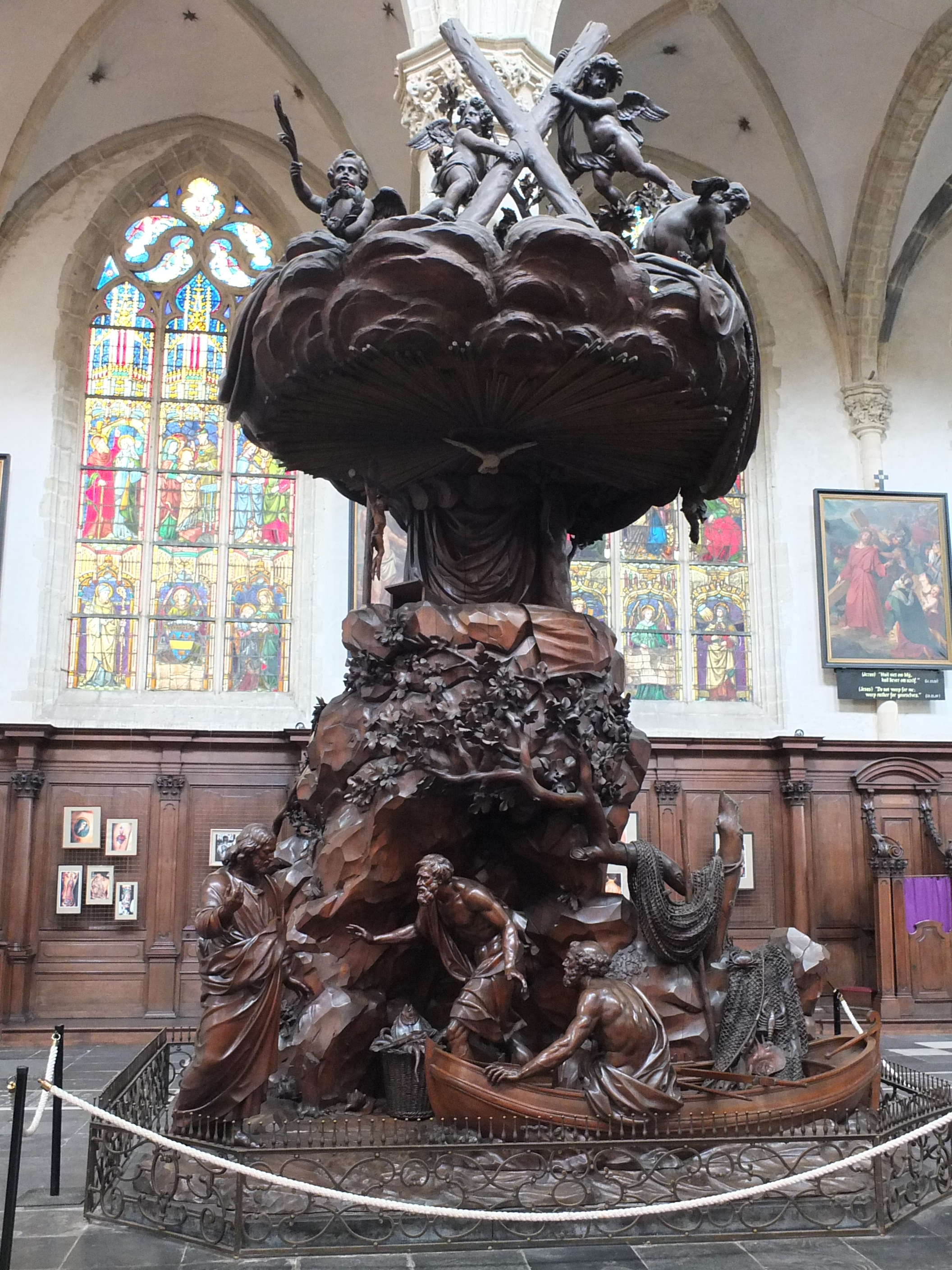
Preekstoel in de Sint-Andrieskerk van Antwerpen (Jan Baptist Van Hool en Jan Frans Van Geel, 1821). Jezus roept Petrus en Andreas.

De naturalistische preekstoel was een type kansel dat van de 17e tot de 19e eeuw geproduceerd werd in de Zuidelijke Nederlanden (vooral in het hertogdom Brabant en de heerlijkheid Mechelen). Op hun barokke hoogtepunt waren het eikenhouten totaalkunstwerken waarvan de onderdelen (steun, kuip, trap, klankbord) tot één sculpturaal geheel versmeed waren.

## Ontstaan en evolutie
Het ontstaan van de naturalistische preekstoel wortelde in de liturgische vernieuwingen ingevoerd door het Concilie van Trente. De preek kwam centraal te staan. Op een didactische manier moest de pastoor het woord van God in de volkstaal aan zijn gelovigen verkondigen. Op de van oorsprong eenvoudige preekstoelen verschenen steeds meer medaillons en bas-reliëfs (bv. van de vier evangelisten). Hun uitzicht werd barok, de stijl van de contrareformatie. In de Zuidelijke Nederlanden, waar de tegenhervorming heviger woedde dan elders en waar een lange traditie van beeldend realisme bestond, mondde deze evolutie uit in het unieke fenomeen van de naturalistische preekstoel. Bijbelse figuren verschijnen aan de voet van de kansel, eerst nog als enigszins onwennige kariatiden. In de hoog-barok namen de figuren andere onderdelen van de kansel over, in een al bij al vrij klassieke iconografie: aartsengelen, kerkvaders of heiligen schragen de kuip, terwijl onder het klankbord, dat door zwevende engeltjes wordt 'getorst', de heilige geest verschijnt als een stralende duif. Ook Petrus en Paulus zijn meestal niet ver uit de buurt. In een volgende fase nam men niet langer genoegen met figuren, maar moesten hele scènes verhalend worden uitgebeeld. Met ongebreidelde verbeeldingskracht maakten de beeldsnijders rotspartijen, wuivende palmbomen, kronkelende slangen, vallende paarden...
Ook na de barokperiode bleef men naturalistische kansels maken, tot ver in de 19e eeuw. Hoewel de preekstoelen er sinds het Tweede Vaticaans Concilie ongebruikt bij staan, worden ze beschouwd als kerkmeubilair en zijn ze niet weggehaald naar musea.

## Constructie
De preekstoelen zijn meestal geheel uit eikenhout. Laurent Delvaux was de enige die hout en marmer combineerde. Voor de stabiliteit leunen de kansels doorgaans tegen een zuil of wand, waar ze met discrete ijzeren stangen aan bevestigd zijn.

## Exemplaren (selectie)

### Aartsengelenkansel (Verbruggen)
De vroege ontwikkeling van de naturalistische preekstoel is geïllustreerd in de Sint-Gummaruskerk van Lier (1640-42). Louter plastische elementen, namelijk de vier aartsengelen, steunen de kansel. Ze symboliseren de blijde boodschap die verkondigd wordt door de prediking. Bij het werk waren drie kunstenaars betrokken. Het eerste ontwerp was van Erasmus Quellinus en werd na zijn dood nog aangepast door zijn zoon Artus. De beeldsnijder was Pieter Verbruggen. In vergelijking met latere kansels zijn de gracieuze figuren nog wat ingetogen.

### Sint-Joriskansel (Quellinus)
Een verdere stap in het concept was te zien in de vroegere Sint-Joriskerk van Antwerpen, tegenwoordig in de Onze-Lieve-Vrouw van Goede Hoop te Vilvoorde. Artus Quellinus de Jonge beitelde in 1665 een dynamisch geheel, waar engelen met brede gebaren en golvende gewaden hun innerlijke spanning uitdrukken. De zwevende compositie lijkt te ontsnappen aan de zwaartekracht.

### Jezuïetenkansel (Verbruggen)
Een volgende stap in de evolutie werd gezet door Hendrik Frans Verbruggen. In 1696-1699 maakte hij voor de Sint-Michielskerk van de Leuvense jezuïeten een overdonderend totaalkunstwerk, een synthese van de zondeval en de verlossing door de kerk. Onderaan verdrijft een aartsengel Adam en Eva uit het aards paradijs. Eva beschermt zich verschrikt met de arm terwijl ze in de andere hand nog de appel heeft. Adam verbergt angstig het hoofd. Uit de boom van de kennis van goed en kwaad kruipt een reusachtige slang die zich tot boven het klankbord kronkelt. Daar wordt ze verpletterd door de triomferende Maagd en haar Kind. Typisch voor Verbruggen zijn de twee fladderende engeltjes die het klankbord 'optillen'. Jan Baptist van der Haeghen voegde aan weerszijden van de trap nog een haag met dierenfiguren toe.
In 1776 werd dit meesterwerk overgebracht naar de Sint Goedele in Brussel.

### Norbertuskansel (Van der Voort)
In hun Norbertuspreekstoel (1721-1723) verwerkten Michiel van der Voort en Theodoor Verhaegen zoveel verhalende elementen dat men eigenlijk nog nauwelijks over een meubel kan spreken. Als in een 'tableau vivant' toont hij de bekering van Norbertus, de kruisiging en de bekoring van Adam en Eva. Het klankbord is niets anders dan de kruin van de boom van goed en kwaad. De architectonische onderdelen zijn zodanig geïntegreerd dat het niet meer mogelijk is ze van elkaar te onderscheiden.
Oorspronkelijk was dit werk vervaardigd voor het Norbertinessenklooster van Leliëndaal. Na de vernieling van het klooster werd de preekstoel in 1809 overgebracht naar de Sint-Romboutskathedraal. Beeldhouwer Jan-Frans Van Geel voegde een nieuwe achterkant toe en bouwde de kansel rondom een zuil weer op. Een bewaard terracotta model uit 1721 laat toe om deze veranderingen te herkennen.

### Andrieskansel (Van Geel en Van Hool)
Een opmerkelijk exemplaar uit de 19e eeuw is gemaakt door Jan Baptist Van Hool en Jan Frans Van Geel (1821). Het staat in de Sint-Andrieskerk van Antwerpen en verbeeldt de roeping van Petrus en Andreas (patroonheilige van de kerk). Vol verbazing reageren de vissersbroers op het bevel van Jezus. Hun sloep is net op de oever gelopen, waar de vangst is afgezet en hun netten hangen te drogen. Niet alleen de personages en hun materiaal, maar ook de rotsen en plantengroei zijn vol realisme weergegeven. Bovenaan dragen engelen het Andrieskruis, een verwijzing naar het lot dat de apostel te wachten staat.

### Andere
Hieronder worden, zoveel mogelijk in chronologische orde, kerken weergegeven die een naturalistische preekstoel bezitten:
- Sint-Walburgakerk (Brugge): Artus Quellinus de Jonge, 1667-1670
- Onze-Lieve-Vrouwekerk (Dendermonde): Mattheus van Beveren, 1681-1684 (de dragende engelen lopen over een man die vermoedelijk Mohammed is)
- Begijnhofkerk (Mechelen): anoniem, ca. 1691-1710
- Zavelkerk, Brussel: Marc de Vos, 1697 (gemaakt voor de Augustijnenkerk (Brussel) en steunend op de symbolen van de vier evangelisten. Op de kuip medaillons van Thomas van Aquino, de maagd en Thomas van Villanova.)
- Sint-Pieters- en Pauluskerk (Mechelen): Hendrik Frans Verbruggen, 1700
- Sint-Elisabethkerk (Grave): Ludovicus Willemsen (Antwerpen), ca. 1700 (onder de kuip staat Franciscus van Assisi)
- Abdijkerk van Grimbergen: Hendrik Frans Verbruggen, ca. 1701-10
- Onze-Lieve-Vrouwekathedraal (Antwerpen): Michiel van der Voort, 1713 (gemaakt voor de Sint-Bernardusabdij van Hemiksem en in 1804 overgebracht naar de kathedraal)
- Sint-Carolus Borromeuskerk (Antwerpen): Jan Pieter van Baurscheidt de Oudere, ca. 1718 (een vrouwelijke verpersoonlijking van de Kerk die zegeviert over de ketterij. De wanden van de kuip en het klankbord zijn afgewerkt met twaalf scènes uit het leven van de Maagd Maria.)
- Onze-Lieve-Vrouw-over-de-Dijlekerk, Mechelen: Willem Ignatius Kerricx, 1718
- Kapellekerk, Brussel: Pierre-Denis Plumier, 1721 (de engel van God voedt de profeet Elia in de woestijn.)
- Sint-Romboutskathedraal (Mechelen):  Michiel Vervoort, 1721-1737, gemaakt voor de Leliëndaal kerk in dezelfde stad. Rechts bovenaan wordt de zondeval, en links bovenaan de verlossing uitgebeeld. De beeldengroep onder de kuip beeldt Norbertus uit, die van zijn paard geslingerd wordt en zich bekeert. Het aards paradijs wordt uitgebeeld met verschillende dieren.
- Sint-Sulpitiuskerk (Diest): Willem Ignatius Kerricx, 1738
- Sint-Janskerk (Mechelen): Theodoor Verhaegen, 1736-41
- Sint-Pieterskerk (Leuven): Jacques Bergé, 1742 (gemaakt voor de Norbertijnenkerk van Ninove)
- Onze-Lieve-Vrouw van Hanswijkbasiliek, Mechelen: 1743
- Onze-Lieve-Vrouwekerk (Brugge): Jan Garemijn, 1739-1743
- Sint-Baafskathedraal, Gent: Laurent Delvaux, 1741-1745 (rococopreekstoel in eik, verguld hout, witte en zwarte marmer)
- Sint-Vaastkerk (Hondschote): 1755
- Onze-Lieve-Vrouwkerk (Lombeek) in Roosdaal: Jacques De Koninck naar Laurent Delvaux, 1756 (Bekering van Hubertus van Luik met een hertje; boodschap van de aartsengel Gabriël aan Maria)
- Sint-Jan Baptist ten Begijnhofkerk, Brussel: Lambert-Jozef Parant, 1757 (Sint Dominicus loopt een ketter onder de voet, naar een schets van Andries Jozef Smeyers. Afkomstig uit de predikherenkerk van Mechelen.)
- Kerk Onze-Lieve-Vrouw Van Finisterrae: Simon Joseph Duray, 1758 (Zondeval tussen de Levensboom en de Boom van de kennis van goed en kwaad. Mozes met de wetstafelen en Aäron vertegenwoordigen het oude verbond. De gekruisigde Christus is de nieuwe boom des levens.)
- Sint-Pieter- en Sint-Catharinakerk, Wakken: deels uit de eerste helft van de 18de eeuw, deels uit de 19de eeuw
- Sint-Jans en Sint-Stevenskerk der Miniemen, Brussel: 18e eeuw
- Sint-Gertrudiskerk (Nijvel): Laurent Delvaux en Philippe Lelièvre, 1772 (Uitzonderlijke combinatie van eikenhout en marmer: Christus en de Samaritaanse vrouw aan de Jacobsput; medaillons over de parabels van de zaaier, de verloren zoon en de goede huisvader)
- Sint-Katelijnekerk (Mechelen): Pieter Valckx naar Theodoor Verhaegen, 1774
- Sint-Salvatorkerk (Harelbeke): Nicolas Lecreux, 1779
- Onze-Lieve-Vrouw van Zeven Weeënkerk, Sint-Maria-Latem: ca. 1787
- Sint-Pieter-en-Sint-Guidokerk, Anderlecht: Jean-Baptiste Bertels, 1822
- Eglise Saint-Joseph (Waterloo): Jan Baptist Van Hool, 1841-1860
- Sint-Martinuskerk (Zomergem): Petrus Josephus De Cuyper, 1868
- Sint-Antoniuskathedraal (Breda): atelier Peeters-Dievoort, 1868
- Église Saint-Loup in Namen: Benjamin Devigne (Dinant), 1876 ("Laat de kinderen tot mij komen")

## Kunstenaars (selectie)
- Erasmus Quellinus de Oude
- Artus Quellinus de Oude
- Artus Quellinus de Jonge
- Jan Pieter van Baurscheidt de Oudere
- Pieter Verbruggen de Oude
- Mattheus van Beveren
- Marc de Vos
- Hendrik Frans Verbruggen
- Michiel van der Voort
- Willem Ignatius Kerricx
- Theodoor Verhaegen
- Jacques Bergé
- Laurent Delvaux
- Pierre-Denis Plumier
- Simon-Joseph Duray
- Jan Baptist Van Hool